# Отдых святого семейства на пути в Египет
«Отдых святого семейства на пути в Египет» — картина итальянского художника эпохи Позднего Возрождения Аннибале Карраччи из собрания Государственного Эрмитажа.
В левой части картины изображена Мадонна со спящим Младенцем в окружении двух ангелов, справа Иосиф, дающий утолить жажду ослу. Фигуры расположены на фоне пейзажа с отдельно стоящими деревьями, вдали на холме видны очертания города. При исследовании картины в Эрмитаже на рентгенограмме видно, что первоначально на картине была изображена мужская фигура, возможно изображение Христа («Христос с ангелами в пустыне»), однако Карраччи поверх этой фигуры заново написал Мадонну. Внизу в центре оранжевой краской нанесены цифры 1800 — они соответствуют номеру, под которым картина была внесена в первый рукописный каталог Эрмитажа, начатый в 1797 году.
Картина иллюстрирует эпизод Евангелия от Матфея (2: 12—15), когда Мария и Иосиф с новорожденным Иисусом бежали от преследования царя Ирода в Египет. В апокрифическом Евангелии Псевдо-Матфея (гл. XX) имеется следующее описание события, случившееся во время путешествия:

На третий день дороги Мария утомилась в пустыне от слишком сильного солнечного жара. Увидев дерево, Она сказала Иосифу: «Отдохнем немного в его тени». Иосиф поспешил привести Её к дереву и снял Её с седла.
Мария, сев, подняла глаза на верхушку пальмы, покрытую плодами, и сказала Иосифу: «Мне бы хотелось, если можно, один из этих плодов». Иосиф отвечал Ей: «Удивительно, что Ты говоришь так, Ты разве не видишь, как высоко ветви этой пальмы? Я очень тревожусь из-за воды, так как её нет больше в мехах наших и невозможно снова наполнить их и утолить жажду».
Тогда младенец Иисус, который был на руках Девы Марии, Своей Матери, сказал пальме: «Дерево, наклони твои ветви и напитай мою Мать твоими плодами». Тотчас же по слову Его пальма склонила к ногам Марии верхушку свою, и собрав с неё плоды, все ими насытились.
Пальма оставалась склонённой, ожидая приказания подняться от Того, по чьему слову она наклонилась. Тогда сказал ей Иисус «Поднимись, пальма и будь товарищем деревьям Моим, которые в раю Отца Моего. И пусть из-под корней твоих течет источник, скрытый в земле, и пусть даст Нам воду утолить жажду». Тотчас пальма выпрямилась, и между корнями её начал пробиваться источник необычайно прозрачной и холодной воды величайшей сладости. И все, увидев источник тот, исполнились радости и утолили жажду, благодаря Бога. И животные также утолили жажду.

Картина написана около 1604 года и, вероятно, первоначально находилась в коллекции Жака Стелла, который привёз её в Париж из Италии; в 1672 году картина уже находилась в собрании аббата Денё де Ла Ну; далее есть вероятность что картина принадлежала семье Ле Мера, поскольку на гравюре с картины, выполненной Франсуа де Пуальи, имеется герб этого семейства. Впоследствии картину приобрёл Пьер Кроза и в 1772 году в составе всей коллекции Кроза она была куплена императрицей Екатериной II и, таким образом, оказалась среди первых поступлений в коллекцию будущего Эрмитажа. Выставляется в здании Нового Эрмитажа в зале 231 (Итальянский кабинет).
В середине XVII века неизвестным мастером с картины была сделана копия прямоугольного формата, которая сначала находилась в собрании герцога Орлеанского, затем у графа Сазерленда и наконец оказалась в Художественном музее Принстонского университета. Ещё одна старинная копия круглого формата находится в Бернском кунстхалле и третья прямоугольная копия проходила на торгах аукциона Кристис 31 июля 1956 года. Наконец, ещё одна круглая копия имеется в одном из частных собраний в США.